# 1016 Anitra
1016 Anitra је астероид главног астероидног појаса са средњом удаљеношћу од Сунца која износи 2,219 астрономских јединица (АЈ).
Апсолутна магнитуда астероида је 12,0 а геометријски албедо 0,045.